# 克尔什科核电站
克尔什科核电站（JEK，或Nuklearna elektrarna Krško，NEK）是位于斯洛文尼亚克爾什科城市市鎮的一座核電站。该核電站于1981年10月2日并入电网，1983年1月15日投入商业运行。該核電站的运营方克尔什科核电公司（Nuklearna elektrarna Krško，NEK) 由斯洛文尼亚国有公司GEN Energija和克罗地亚国有公司克羅地亞電力公司共同拥有。克尔什科核电站能提供斯洛文尼亚四分之一以上的电力和克罗地亚15%的电力。